# Italijansko nogometno prvenstvo 1912-13
Italijansko nogometno prvenstvo 1912-13.
Zmagovalna ekipa je bila U.S. Pro Vercelli Calcio. To je bilo prvo prvenstvo, na katerem so nastopile ekipe iz juga Italije.

## Predligaške kvalifikacije

### Piedmont
20. oktober 1912 v Torinu
| Ekipa #1     | Rez. | Ekipa #2 |
| ------------ | ---- | -------- |
| Vigor Torino | 0-4  | Novara   |

### Lombardija-Ligurija

#### Krog 1
20. oktober 1912
| Ekipa #1      | Rez. | Ekipa #2               |
| ------------- | ---- | ---------------------- |
| Savona        | 3-1  | Como                   |
| Lambro Milano | 2-1  | Racing Libertas Milano |

Tekma Lambro Milano-Racing Libertas Milano je bila odpovedana in ponovljena:
Ponovna tekma
27. oktober 1912
| Ekipa #1               | Rez.     | Ekipa #2      |
| ---------------------- | -------- | ------------- |
| Racing Libertas Milano | 1-0(pod) | Lambro Milano |

#### Krog 2
1. november 1912
| Ekipa #1               | Rez. | Ekipa #2 |
| ---------------------- | ---- | -------- |
| Racing Libertas Milano | 1-0  | Savona   |

### Latij

#### Krog 1
20. oktober 1912
| Ekipa #1  | Rez. | Ekipa #2            |
| --------- | ---- | ------------------- |
| Alba Roma | 1-2  | Juventus Audax Roma |
| Pro Roma  | 2-1  | Tebro               |

#### Krog 2
27. oktober 1912
| Ekipa #1  | Rez. | Ekipa #2 |
| --------- | ---- | -------- |
| Alba Roma | 2-0  | Tebro    |

### Odločitve
Alba Roma, Juventus Audax Roma, Novara, Pro Roma in Racing Libertas Milano so bile sprejete v 1a Categoria.

## Severna Italija

### Kvalifikacije

#### Piedmont

##### Končni rezultati
|    | Ekipa        | Točke | GP | W | D | L | GF | GA | +/- | Opombe             |
| -- | ------------ | ----- | -- | - | - | - | -- | -- | --- | ------------------ |
| 1. | Pro Vercelli | 19    | 10 | 9 | 1 | 0 | 38 | 2  | +36 | Napredovala naprej |
| 2. | Casale       | 13    | 10 | 5 | 3 | 2 | 15 | 8  | +7  | Napredovala naprej |
| 3. | Torino       | 11    | 10 | 5 | 1 | 4 | 35 | 21 | +14 |                    |
| 4. | Piemonte     | 10    | 10 | 5 | 0 | 5 | 16 | 37 | -21 |                    |
| 5. | Novara       | 4     | 10 | 1 | 2 | 7 | 13 | 28 | -15 |                    |
| 6. | Juventus     | 3     | 10 | 1 | 1 | 8 | 14 | 35 | -21 |                    |

##### Tabela rezultatov
Domače ekipe so navedene v levem stolpcu, medtem ko so gostujoče v zgornji vrstici.
|              | Casale | Juventus | Novara | Piemonte | Pro Vercelli | Torino |
| ------------ | ------ | -------- | ------ | -------- | ------------ | ------ |
| Casale       |        | 3-0      | 2-1    | 5-2      | 0-0          | 1-1    |
| Juventus     | 0-1    |          | 3-0    | 1-2      | 0-4          | 6-8    |
| Novara       | 0-0    | 3-3      |        | 7-1      | 0-6          | 1-2    |
| Piemonte     | 3-1    | 3-1      | 1-0(*) |          | 1-7          | 2-1    |
| Pro Vercelli | 1-0    | 3-0      | 7-0    | 3-0      |              | 6-1    |
| Torino       | 0-2    | 8-0      | 3-1    | 11-1     | 0-1          |        |

- (*) Odločila federacija.

#### Ligurija-Lombardija

##### Končni rezultati
|    | Ekipa                  | Točke | GP | W | D | L | GF | GA | +/- | Opombe             |
| -- | ---------------------- | ----- | -- | - | - | - | -- | -- | --- | ------------------ |
| 1. | Milano                 | 18    | 10 | 9 | 0 | 1 | 30 | 8  | +22 | Napredovala naprej |
| 2. | Genoa                  | 16    | 10 | 8 | 0 | 2 | 33 | 12 | +21 | Napredovala naprej |
| 3. | Internazionale         | 12    | 10 | 6 | 0 | 4 | 24 | 14 | +10 |                    |
| 4. | Andrea Doria           | 9     | 10 | 4 | 1 | 5 | 17 | 31 | -14 |                    |
| 5. | U.S. Milanese          | 4     | 10 | 1 | 2 | 7 | 11 | 24 | -13 |                    |
| 6. | Racing Libertas Milano | 1     | 10 | 0 | 1 | 9 | 8  | 34 | -26 |                    |

##### Tabela rezultatov
Domače ekipe so navedene v levem stolpcu, medtem ko so gostujoče v zgornji vrstici.
|                | Andrea Doria | Genoa | Internazionale | Milano | Rac. Libertas | US Milanese |
| -------------- | ------------ | ----- | -------------- | ------ | ------------- | ----------- |
| Andrea Doria   |              | 1-5   | 6-0            | 2-3    | 3-2           | 1-1         |
| Genoa          | 6-0          |       | 0-1            | 4-1    | 5-1           | 4-0         |
| Internazionale | 5-1          | 2-3   |                | 1-2    | 5-0           | 2-0         |
| Milano         | 7-0          | 4-0   | 1-0            |        | 2-0(*)        | 6-0         |
| Rac. Libertas  | 1-5          | 0-1   | 1-6            | 1-2    |               | 2-2         |
| US Milanese    | 0-1          | 2-5   | 0-2            | 0-2    | 3-0           |             |

- (*) Predaja

#### Veneto-Emilia Romagna

##### Končni rezultati
|    | Ekipa             | Točke | GP | W | D | L | GF | GA | +/- | Opombe             |
| -- | ----------------- | ----- | -- | - | - | - | -- | -- | --- | ------------------ |
| 1. | Vicenza           | 16    | 10 | 7 | 2 | 1 | 32 | 10 | +22 | Napredovala naprej |
| 1. | Hellas Verona     | 16    | 10 | 8 | 0 | 2 | 28 | 10 | +18 | Napredovala naprej |
| 3. | Venezia           | 14    | 10 | 6 | 2 | 2 | 28 | 6  | +22 |                    |
| 4. | Volontari Venezia | 8     | 10 | 3 | 2 | 5 | 19 | 29 | -10 |                    |
| 5. | Bologna           | 4     | 10 | 2 | 0 | 8 | 14 | 30 | -16 |                    |
| 6. | Modena            | 2     | 10 | 1 | 0 | 9 | 6  | 42 | -36 |                    |

##### Tabela rezultatov
Domače ekipe so navedene v levem stolpcu, medtem ko so gostujoče v zgornji vrstici.
|              | Bologna | Hellas VR | Modena | Venezia | Vicenza | Vol. Venezia |
| ------------ | ------- | --------- | ------ | ------- | ------- | ------------ |
| Bologna      |         | 1-2       | 1-0    | 0-1     | 2-4     | 9-0          |
| Hellas VR    | 3-0     |           | 8-0    | 2-0     | 4-1     | 3-2          |
| Modena       | 1-0     | 1-4       |        | 0-2     | 0-4     | 0-5          |
| Venezia      | 8-0     | 3-0       | 8-2    |         | 0-1     | 5-0          |
| Vicenza      | 7-0     | 1-0       | 7-1    | 0-0     |         | 6-2          |
| Vol. Venezia | 4-1     | 1-2       | 3-1    | 1-1     | 1-1     |              |

### Finalni krog
Zaradi predhodnih enakih tekem so uporabili rezultate predhodnih tekem in tako so ekipe začele z naslednjimi točkami:
- Pro Vercelli: 3 točke
- Milano, Genoa, Hellas Verona, Vicenza: 2 točki
- Casale: 1 točka

#### Končni rezultati
|    | Ekipa         | Točke | GP | W | D | L | GF | GA | +/- | Opombe             |
| -- | ------------- | ----- | -- | - | - | - | -- | -- | --- | ------------------ |
| 1. | Pro Vercelli  | 18    | 8  | 7 | 1 | 0 | 21 | 1  | +20 | Napredovala naprej |
| 2. | Casale        | 11    | 8  | 4 | 2 | 2 | 22 | 12 | +10 |                    |
| 2. | Genoa         | 11    | 8  | 4 | 1 | 3 | 17 | 8  | +9  |                    |
| 4. | Milano        | 10    | 8  | 4 | 2 | 2 | 16 | 6  | +10 |                    |
| 5. | Vicenza       | 6     | 8  | 0 | 2 | 6 | 6  | 21 | -15 |                    |
| 6. | Hellas Verona | 4     | 8  | 1 | 0 | 7 | 3  | 37 | -34 |                    |

#### Tabela rezultatov
Domače ekipe so navedene v levem stolpcu, medtem ko so gostujoče v zgornji vrstici.
Predloga:Football (soccer) table Nothern Italy 1912-13 Finalni krog results

## Južna Italija

### Kvalifikacije

#### Lacij

##### Razvrstitev
Alba Roma je predala svojo prvo tekmo in se umaknila iz prvenstva. Vse poznejše tekme so bile označene kot predaja.
|    | Ekipa               | Točke | GP | W | D | L  | GF | GA | +/- | Opombe             |
| -- | ------------------- | ----- | -- | - | - | -- | -- | -- | --- | ------------------ |
| 1. | Lazio               | 18    | 10 | 8 | 2 | 0  | 55 | 9  | +46 | Napredovala naprej |
| 2. | Juventus Audax Roma | 14    | 10 | 6 | 2 | 2  | 25 | 21 | +4  |                    |
| 3. | Audace Esperia      | 13    | 10 | 6 | 1 | 3  | 27 | 22 | +5  |                    |
| 4. | Roman               | 11    | 10 | 5 | 1 | 4  | 26 | 15 | +11 |                    |
| 5. | Pro Roma            | 4     | 10 | 2 | 0 | 8  | 9  | 55 | -46 |                    |
| 6. | Alba Roma           | 0     | 10 | 0 | 0 | 10 | 0  | 20 | -20 |                    |

##### Tabela rezultatov
Domače ekipe so navedene v levem stolpcu, medtem ko so gostujoče v zgornji vrstici.
|            | Alba   | Audace | Juv. Audax | Lazio  | Pro Roma | Roman  |
| ---------- | ------ | ------ | ---------- | ------ | -------- | ------ |
| Alba       |        | 0-2(*) | 0-2(*)     | 0-2(*) | 0-2(*)   | 0-2(*) |
| Audace     | 2-0(*) |        | 3-3        | 2-6    | 9-1      | 2-1    |
| Juv. Audax | 2-0(*) | 5-1    |            | 2-2    | 1-0      | 0-3    |
| Lazio      | 2-0(*) | 5-0    | 9-2        |        | 13-1     | 5-0    |
| Pro Roma   | 2-0(*) | 1-4    | 1-5        | 0-9    |          | 1-9    |
| Roman      | 2-0(*) | 0-2    | 2-3        | 2-2    | 5-0      |        |

- (*) Predaja

#### Toskana

##### Končni rezultati
|    | Ekipa              | Točke | GP | W | D | L | GF | GA | +/- | Opombe             |
| -- | ------------------ | ----- | -- | - | - | - | -- | -- | --- | ------------------ |
| 1. | Virtus Juventusque | 9     | 6  | 4 | 1 | 1 | 11 | 8  | +3  | Se uvrstila naprej |
| 2. | S.P.E.S. Livorno   | 7     | 6  | 2 | 3 | 1 | 15 | 9  | +6  |                    |
| 3. | Firenze            | 4     | 6  | 2 | 0 | 4 | 7  | 16 | -9  |                    |
| 3. | Pisa               | 4     | 6  | 1 | 2 | 3 | 6  | 6  | 0   |                    |

##### Tabela rezultatov
Domače ekipe so navedene v levem stolpcu, medtem ko so gostujoče v zgornji vrstici.
|             | Firenze | Pisa | Virtus Juv. | Spes LI |
| ----------- | ------- | ---- | ----------- | ------- |
| Firenze     |         | 1-4  | 0-1         | 2-1     |
| Pisa        | 0-1     |      | 0-1         | 1-1     |
| Virtus Juv. | 4-2     | 1-0  |             | 3-5     |
| Spes LI     | 6-1     | 1-1  | 1-1         |         |

#### Kampanija
19. in 26. januar 1913.
| Team #1 | Agg. | Team #2 | 1st leg | 2nd leg |
| ------- | ---- | ------- | ------- | ------- |

| Internazionale Napoli | 3-5 | Napoli | 1-2 | 2-3 |

Napoli je napredoval naprej.

### Finalni krog

#### Krog 1
2. in 9. marec 1913.
| Team #1 | Agg. | Team #2 | 1st leg | 2nd leg |
| ------- | ---- | ------- | ------- | ------- |

| Virtus Juventusque | 1-6 | Lazio | 1-3 | 0-3 |

Virtus Juventusque ritired during the second match. The Federation decided to confirm the result obtained at that point.
Lazio advanced to Krog 2.

#### Krog 2
16. in 30. marec 1913.
| Team #1 | Agg. | Team #2 | 1st leg | 2nd leg |
| ------- | ---- | ------- | ------- | ------- |

| Naples | 2-3 | Lazio | 1-2 | 1-1 |

Lazio je napredoval v državni finale.

## Državni finale
1. junij 1913, Genova.
| Ekipa #1     | Rez. | Ekipa #2 |
| ------------ | ---- | -------- |
| Pro Vercelli | 6-0  | Lazio    |